# Billbergia viridiflora
Espèce
Classification phylogénétique
Statut de conservation UICN

 LC  : Préoccupation mineure
Billbergia viridiflora est une espèce de plantes à fleurs de la famille des Bromeliaceae, originaire du Mexique et d'Amérique centrale.

## Distribution
L'espèce est présente au sud-est du Mexique, au Belize et au Guatemala.

## Description
L'espèce est épiphyte.